# متلازمة هايد

رسم تخطيطي للفيزيولوجيا المرضية لمتلازمة هايد:أ. يمر عامل فون ويل براند عبر الصمام الأبهري الطبيعي مع حفاظه على شكله الملتف.
ب. يمر عامل فون ويل براند الملتف من خلال الصمام الأبهري المتضيق وينفتح.
ج. لا يتأثر عامل فون ويل براند الملتف بالإنزيم التقويضي ADAMTS13.
د. ينشطر عامل فون ويل براند غير الملتف إلى قسمين بواسطة الإنزيم ADAMTS13.
ه. في الشرايين التالفة ينفتح عامل فون ويل براند ويصبح فعال. يرتبط العامل بالكولاجين والصفائح الدموية، وبذلك يساهم في تشكل الخثرة.
و. لا يستطيع عامل فون ويل براند غير الفعال أن يرتبط بالكولاجين، وبالتالي لن تتشكل الخثرة.

متلازمة هايد، هي متلازمة يحدث فيها نزيف هضمي ناجم خلل تنسج وعائي مع وجود تضيق أبهري.
سميت المتلازمة على اسم الطبيب إدوارد هايد الذي لاحظ ارتباط الحالتين لأول مرة في عام 1958. يؤدي التضيق الصمامي إلى إحداث مرض فون ويلبراند من النمط أ- 2 بعد نضوب العامل من الدم المتدفق عبر ذاك الصمام.

## الفيزيولوجيا المرضية
يُصنَّع عامل فون ويل براند في جدران الأوعية الدموية ويدور بحرية في الدم بشكل ملتف. عندما يتضرر جدار الوعاء الدموي، يرتبط العامل بالكولاجين تحت البطانة التالفة ويتحول لشكله الفعال غير الملتف، وخاصةً في الحالات التي يتدفق الدم فيها بسرعة عالية. تنجذب الصفائح الدموية إلى الشكل الفعال للعامل وتتراكم لتسد المنطقة المتضررة، وهذا بدوره سيمنع النزيف.
يؤدي الصمام الأبهري المتضيق إلى زيادة سرعة الدم عبر الصمام للحفاظ على النتاج القلبي. يساهم التضيق الصمامي مع معدل التدفق العالي بارتفاع إجهاد القص المطبق على الدم. يؤدي هذا الضغط العالي إلى تفعيل عامل فون ويل براند بنفس الطريقة التي يتفعل بها في حالة التضرر الوعائي. يتحلل عامل فون ويل براند الفعال كجزء من الإرقاء الطبيعي للدم بواسطة الإنزيم التقويضي ADAMTS13، وهذا سيجعله غير قادر على الارتباط بالكولاجين الموجود في موقع الأذية الوعائية. يزداد معدل النزيف بشكل كبير مع انخفاض مقدار عامل فون ويلبراند في الدم.
يعد تفكك عامل فون ويل براند ذو الوزن الجزيئي المرتفع أمر ضروري بوجود حالة مؤهبة لارتفاع إجهاد القص، وذلك للوقاية من نزيف أوعية الجهاز الهضمي الذي يحوي الكثير من الشرينات الصغيرة؛ حيث لا تتمكن الصفائح الدموية من الارتباط بجدران الأوعية الدموية التالفة بشكل جيد في مثل هذه الظروف، وخاصةً في ظل وجود خلل تنسج وعائي معوي. تؤدي التشوهات الشريانية الوريدية إلى ارتفاع شديد في تدفق الدم، وبالتالي قد يؤدي فقدان عامل فون ويل براند إلى نزيف شديد عبر تلك التشوهات. ينجم النزيف الهضمي -دائمًا- عن وجود خلل تنسج وعائي لدى الأشخاص الذين يعانون من تضيق الأبهر.
اقترحت بعض الفرضيات أن اضطراب عامل فون ويل براند ذو الوزن الجزيئي المرتفع هو سبب التشوهات الشريانية الوريدية في خلل التنسج الوعائي المعوي، عوضًا عن الفرضية التي تقترح أنه السبب في جعل التشوهات الموجود مسبقًا تنزف. تعتبر هذه الفرضية معقدة بسبب ارتفاع معدلات خلل التنسج الوعائي المعوي لدى كبار السن (الذين يملكون أيضًا معدلات أعلى لتضيق الأبهر). ولهذا، تتطلب هذه الفرضية المزيد من الأبحاث لتأكيدها.